# Šachtarske
Šachtarske (ukrajinsky Шахтарське, do roku 2024 Peršotravensk, ukrajinsky Першотравенськ, rusky Першотравенск) je město v Dněpropetrovské oblasti na Ukrajině. Leží na severovýchodě oblasti na kanále Dněpr–Donbas ve vzdálenosti 50 kilometrů od Pavlohradu a 123 kilometrů od Dnipra. Po administrativně-teritoriální reformě v červenci 2020 patří do Synelnykovského rajónu, do té doby náleželo jako město oblastního významu přímo oblasti. Žije zde přibližně 27 tisíc obyvatel.